# Michal Bílek
Michal Bílek (* 13. dubna 1965 Praha) je bývalý český fotbalista a současný trenér, bývalý reprezentant a později trenér českého národního mužstva, který většinu své kariéry strávil v mužstvu pražské Sparty. Jako hráč se účastnil i mistrovství světa 1990 v Itálii. Za rok 1989 je držitelem ocenění československý Fotbalista roku. Do listopadu 2020 vedl kazašskou reprezentaci. Po odvolání Adriána Gul’y v květnu 2021 byl jmenován hlavním trenérem plzeňské Viktorie, se kterou získal v sezóně 2021/2022 mistrovský titul a postoupil do skupinových bojů Ligy mistrů.

## Trenérská kariéra
Jako trenér začínal v roce 2001 v Teplicích, kde předtím strávil i poslední léta své hráčské kariéry. Po svém odvolání odešel trénovat do Kostariky. Odtud se po roce vrátil a vedl českou fotbalovou reprezentaci do 19 let, s níž vybojoval bronz na mistrovství Evropy U19 2003.
V říjnu 2003 se stal trenérem Chmelu Blšany, který se v té době nacházel v krizi, a mužstvu zachránil ligovou příslušnost. V červnu 2006 přešel ke kormidlu plzeňské Viktorie, kde však vydržel pouze několik úvodních kol, než si ho odtud vytáhla pražská Sparta, s níž 1. září 2006 podepsal dvouletou smlouvu s opcí. Se Spartou získal v roce 2007 jako první trenér v Gambrinus lize double (čili ligový a pohárový triumf).
Po prohře s Baníkem Ostrava dne 10. května 2008 oznámil, že po sezóně u týmu Sparty končí. Vedení klubu jej však odvolalo hned následující den po tomto oznámení a nahradilo jej Jozefem Chovancem.
Po zvolení Ivana Haška do funkce předsedy ČMFS (dnes FAČR) a jeho současném převzetí také funkce trenéra českého národního mužstva, se Bílek stal Haškovým asistentem u národního týmu. Po (neúspěšné) kvalifikaci o mistrovství světa v roce 2010 se Bílek 20. října 2009 stal hlavním trenérem české reprezentace , se kterou postoupil na Mistrovství Evropy ve fotbale 2012. Na šampionátu ji dovedl až do čtvrtfinále, kde prohrála s Portugalskem 0:1. Rezignoval na svou funkci 10. září 2013 po prohraném kvalifikačním utkání s Itálií (1:2), jehož výsledek znamenal prakticky konec postupových nadějí na Mistrovství světa 2014 v Brazílii, existovala už pouze matematická šance založená na shodě příznivých výsledků z minimálně dvou skupin.
V květnu 2014 přijal nabídku od gruzínského mistrovského klubu FC Dinamo Tbilisi. V červencovém druhém předkole Ligy mistrů UEFA 2014/15 jeho tým podlehl kazašskému FK Aktobe (porážky 0:1 a 0:3). Vzápětí byl po pouhých dvou soutěžních zápasech klubovým šéfem Pipiou odvolán, s ním skončilo i 12 fotbalistů.
Poté měl od kopané pauzu. V září 2016 převzal v roli hlavního kouče mužstvo FC Vysočina Jihlava, kterému se nevydařil start do sezóny 2016/17. Asistentem se mu stal Michal Hipp, jenž tým vedl před ním. V lednu 2017 Hipp v Jihlavě skončil, nahradil ho asistent Jan Kameník. 11. dubna 2017 na lavičce Jihlavy skončil společně s asistentem Janem Kameníkem a kondičním trenérem Janem Budějským i Michal Bílek. Mužstvo se nacházelo na 15. (sestupové) pozici se čtyřbodovým mankem na první nesestupovou příčku, Bílek měl bilanci 3 ligové výhry, 6 remíz a 8 porážek.
Na konci května 2018 se stal trenérem prvoligového mužstva FC Fastav Zlín.
Od roku 2019 vedl kazašskou reprezentaci a od roku 2020 k tomu vedl i tým FC Astana. V Astaně skončil v létě 2020, u reprezentace Kazachstánu v listopadu téhož roku po neúspěchu v Lize národů.
Po odvolání Adriána Gul’y v květnu 2021 byl jmenován hlavním trenérem FC Viktoria Plzeň, se kterou získal v sezóně 2021/2022 mistrovský titul a postoupil do skupinových bojů Ligy mistrů. Po vypršení dvouleté smlouvy v červnu 2023 u plzeňské Viktorie skončil.
Po dvouleté přestávce v trénování byl Michal Bílek dne 16. dubna 2025 jmenován trenérem národního mužstva do jedenadvaceti let. Tým oficiálně převezme po červnovém mistrovství Evropy na Slovensku.